# (27226) 1999 GC17
1999 جي سي 17 (ويعرف أيضًا باسم (27226) 1999 جي سي 17 وفق تسمية الكوكب الصغير) (بالإنجليزية: 1999 GC17)‏ هو كويكب ضمن حزام الكويكبات؛ وترتيبه 27226 من حيث الاكتشاف.
اكتُشف هذا الجُرم الفلكي بواسطة بحث لنكولن عن الكويكبات القريبة من الأرض في 15 أبريل 1999.

## وصلات خارجية
- (27226) 1999 GC17 في قاعدة بيانات مختبر الدفع النفاث لأجرام النظام الشمسي الصغيرة

- الاكتشاف · مخطط المدار ·  العناصر المدارية · المعلمات المادية

- (27226) 1999 GC17 على موقع ويكي سكاي: DSS2, SDSS, GALEX, IRAS, Hydrogen α, X-Ray, Astrophoto, Sky Map, Articles and images